# Субституция (право)
Субститу́ция (от позднелат. substitutio, от лат. substitutuo — «ставлю, назначаю вместо») — завещательное распоряжение, по которому рядом с главным назначенным наследником устанавливается другой, его заместитель (субститут), на случай смерти, нежелания вступить в наследство, недействительности назначения, недостойности наследника и т. д.
В римском праве выделялись вульгарная субституция, при которой наследником мог быть кто угодно, пупилярная субституция, при которой отец, назначавший в завещании наследником своего сына, мог назначить субститута к сыну на случай его смерти, хотя и после завещателя, но до совершеннолетия, и квазипупилярная субституция, при которой восходящий родственник назначал субститута к своему нисходящему, получавшему обязательную часть наследства и впавшему в душевное расстройство, на случай, если он умрёт до излечения от болезни.
Существовала также фидеикомиссарная субституция — такое завещательное распоряжение, которым назначался последовательный ряд наследников, вступавших в наследство один после другого, то есть после смерти предыдущего или оставления им наследственного владения. Она сделалась очень распространенною, начиная с Средних веков, в Западной Европе, где ею стали пользоваться главным образом в интересах сохранения семейного имущества в роде из поколения в поколение; из неё возникли так называемые заповедные имения.
Действующий Гражданский кодекс Российской Федерации допускает субституцию. В соответствии со статьёй 1121 ГК РФ завещатель вправе указать в завещании, кроме основного, другого наследника (подназначить наследника) на случай если основной наследник умрёт до открытия наследства или одновременно с завещателем, или после открытия наследства, не успев его принять, если назначенный в завещании наследник или наследник завещателя по закону не примет наследство по другим причинам, если он откажется от наследства, если он не будет иметь право наследовать, если он будет отстранён от наследования как недостойный. Наследники, указанные в завещании первыми, являются основными, подназначенные наследники — дополнительными (запасными).